# Theraphosa
Theraphosa ist eine Gattung der Vogelspinnen (Theraphosidae) aus der Unterfamilie Theraphosinae.

## Beschreibung
Zur Gattung Theraphosa gehören die größten Spinnen der Welt, wie zum Beispiel die Goliath-Vogelspinne (Theraphosa blondi). Alle Theraphosa-Arten erreichen eine Körperlänge von über 9 cm im weiblichen Geschlecht. Männchen bleiben etwas kleiner und sind deutlich schlanker gebaut. Die Beinspannweite in beiden Geschlechtern liegt je nach Körperlänge zwischen 15 und über 25 cm. Es sind Bodenbewohner, die in selbst gegrabenen Röhren, verlassenen Nagetierbauten oder in Hohlräumen im Wurzelgeflecht von Bäumen leben.

## Giftigkeit
Aufgrund der mechanischen Wirkung der bis zu 2,5 cm langen Beißklauen ist der Biss zwar schmerzhaft, doch ungefährlich für gesunde, erwachsene Menschen. Die Giftwirkung ist gering. Bei einigen Komponenten des Gifts handelt es sich um Peptide, die auf die Funktion der Kaliumkänale wirken, wie bei Theraphosa blondi durch die Kopplung der HPLC mit der Massenspektrometrie nachgewiesen werden konnte.

## Verbreitung
Theraphosa-Arten sind in den Regenwäldern im Nordosten Südamerikas (Venezuela, Guyana, Surinam, Französisch-Guyana und Brasilien) beheimatet.

## Systematik
Der World Spider Catalog listet für die Gattung Theraphosa aktuell drei Arten. (Stand: April 2016)
- Theraphosa apophysis (Tinter, 1991)
- Theraphosa blondi (Latreille, 1804)
- Theraphosa stirmi Rudloff & Weinmann, 2010